# Озерское сельское поселение (Волгоградская область)
Озерское сельское поселение - сельское поселение в Иловлинском районе Волгоградской области.
Административный центр - хутор Озерки.

## Население
| 2010 | 2012 | 2013 | 2014 | 2015 | 2016 | 2017 |
| ---- | ---- | ---- | ---- | ---- | ---- | ---- |
| 887  | ↗889 | ↗891 | ↘890 | →890 | ↗892 | ↘887 |
| 2018 | 2019 | 2020 | 2021 |      |      |      |
| ↗895 | ↘885 | ↘877 | ↘861 |      |      |      |

## Состав сельского поселения
| № | Населённый пункт   | Тип населённого пункта        | Население |
| - | ------------------ | ----------------------------- | --------- |
| 1 | Белужино-Колдаиров | хутор                         | ↗165      |
| 2 | Озерки             | хутор, административный центр | 691       |
| 3 | Стародонской       | хутор                         | 31        |

## Местное самоуправление
Глава поселения
- Плеско Дмитрий Владимирович